# La Barquera (La Coruña)
La Barquera (llamada oficialmente Santo Antonio da Barqueira) es una parroquia española del municipio de Cerdido, en la provincia de La Coruña, Galicia.

## Otras denominaciones
La parroquia también es conocida por el nombre de San Antón da Barqueira.

## Entidades de población
Entidades de población que forman parte de la parroquia:
- A Avispeira
- A Casilla
- Abelleira de Abajo (Abelleira de Abaixo)
- Abelleira de Arriba
- Abruñeiros (Os Abruñeiros)
- Barbas
- Barbelas (As Barbelas)
- Barquera Vieja (A Barqueira Vella)
- Cabanas (As Cabanas)
- Casaldaya de Arriba (Casaldaia de Arriba)
- Casanova (A Casanova)
- Casavella (A Casavella)
- Cruz Vermella
- Cuqueira (A Cuqueira)
- Curutelo
- Escote
- Feal (O Feal)
- Felgosas (As Felgosas)
- Guelle
- Lamigueiro Nuevo (Lamigueiro Novo)
- Lamigueiro Viejo (Lamigueiro Vello)
- Lubeira (Lobeira)
- Moutillón
- Painceira (A Painceira)
- Pereiros (Os Pereiros)
- Piñón (O Piñón)
- Porto (O Porto)
- Pozadauga (A Pozadauga)
- Rañoa (A Rañoa)
- Rioforcado
- Riovello
- Seoane
- Sete de Abajo (Sete de Abaixo)
- Sete de Arriba
- Soosloureiros (Susloureiros)
- Torre (A Torre)
- Travesas (As Travesas)
- Ulfe de Chao
- Ulfe de Malados

## Despoblados
Despoblados que forman parte de la parroquia:
- Aldar
- Cancelas (As Cancelas)
- Espiño (O Espiño)
- Navallos (Os Navallos)
- Castros (Os Castros)
- Paleira (A Paleira)

## Demografía
| Gráfica de evolución demográfica de La Barquera entre 2000 y 2019 |
|                                                                   |
| Datos según el nomenclátor publicado por el INE.                  |